# Eficàcia
L'eficàcia és la capacitat d'aconseguir un efecte desitjat, esperat o anhelat. En filosofia l'eficàcia és la capacitat de la causa eficient per produir el seu efecte. El problema filosòfic s'apareix en particular tractant-se de causes inadequades que semblen tenir tan sols un poder eficaç. Es veuen accions d'eficaces degudes a causes inadequades. Dos cavalls arrosseguen un carro que cap dels dos no pot arrossegar. Cada un és causa incompleta, però de cada un es diu amb veritat que produeix un efecte superior a la seva força de tracció.
No és tan fàcil de concebre el fenomen de l'activitat d'una causa insuficient per l'efecte que es produeix, si es completa amb una altra amb la qual n'hi hagi prou per a tal efecte. Així succeeix amb la causa segona, que és insuficient sense el concurs de la primera, sent d'altra banda aquesta última per si sola suficientíssima. No concebem això a priori, però ho provem partint de l'experiència interna que ens ensenya que tenim verdader influx sobre les nostres accions.

## Eficàcia i eficiència
De vegades els termes eficàcia i eficiència s'empren erròniament com a sinònims. L'eficàcia és la capacitat d'aconseguir allò que es té com a objectiu. Per exemple, posar glaçons en una copa de vi o d'aigua serveix per a refredar qualsevol dels dos líquids. Si volem refredar, és una opció efiçac; en canvi, si a més volem no diluir el vi, en aquest cas no ho és. Tècnicament té un ús molt precís i encara ho és més en casos concrets i particulars, existint magnitud i conceptes com per exemple el valor eficaç. En enginyeria, l'eficiència és en general un indicador de quant interessant és una tecnologia o una opció, mesura quant rebo en funció de quant dono i pot tenir un valor entre zero i el 100% (o la unitat). Típicament s'usa per a comparar diverses opcions segons certs criteris i també per convertir valors ideals, que suposen que tot funciona bé i totalment bé, en reals. Així, una opció no eficaç té un zero d'eficiència (idealment, pot ser que en tingui un molt petita també) i una eficaç pot tenir en principi qualsevol valor d'eficiència. L'eficiència d'una màquina simple equival al treball que realitza dividit per l'energia (la suma d'energies mecànica, elèctrica, etc.) aplicada.
En alguns contextos mèdics es pot parlar d'efectivitat, que defineixen com l'eficàcia aplicada en condicions reals o habituals. Per exemple, quan un medicament fa efecte és considerat efectiu: aconseguim l'objectiu. Però si per exemple matem una mosca amb un canyó, serà poc eficient perquè es gasten recursos desmesurats per a la meta buscada. Matar una mosca amb un matamosques, a part de ser eficaç és eficient. Stephen Covey defineix l'efectivitat com "l'equilibri entre l'eficàcia i l'eficiència, entre la producció i la capacitat de producció". D'altra banda, proposa una relació matemàtica: Efectivitat = Producció / capacitat de producció.